# Simira paraensis
Simira paraensis är en måreväxtart som först beskrevs av Henri Ernest Baillon, och fick sitt nu gällande namn av Julian Alfred Steyermark. Simira paraensis ingår i släktet Simira och familjen måreväxter. Inga underarter finns listade i Catalogue of Life.